# Dadounet
Le  Dadounet est une rivière du Sud de la France, sous-affluent du Tarn et de la Garonne.

## Géographie
De 15,3 km de longueur, il prend sa source sur la commune de Saint-Pierre-de-Trivisy dans le Tarn et se jette dans le Dadou en rive gauche entre les communes de Arifat et Mont-Roc.

### Communes et cantons traversés
- Tarn : Saint-Pierre-de-Trivisy, Rayssac, Arifat, Mont-Roc.

## Principaux affluents
- Ravin de la Buzatié, 3,5 km
- Ruisseau des Bouisses, 4,7 km